# 凌琯
凌琯（1523年—？），字惟和，直隸徽州府歙縣人，民籍，明朝政治人物。

## 生平
嘉靖三十四年（1555年）乙卯科應天府鄉試第十六名舉人。嘉靖四十一年（1562年）中式壬戌科會試第一百三十八名，三甲第一百八十名進士。授南安府推官，改撫州府，隆慶三年（1569年）閏六月选授江西道御史，四年十月升福建按察司佥事，万历元年（1573年）九月升河南左参议，晋贵州提学副使，八年正月升四川右参政，十一年二月升陕西按察使。

## 家族
曾祖凌祐；祖父凌社孫；父凌相，母蔣氏。严侍下。弟焕、琬、焅、焵、烺。